# Rhabdognathus
Rhabdognathus – rodzaj krokodylomorfa z rodziny Dyrosauridae żyjącego od późnej kredy do wczesnego paleocenu na obecnych terenach Afryki. Został opisany w 1930 roku przez Swintona w oparciu o kilka fragmentów żuchwy pochodzących z paleoceńskich osadów w Nigerii. Kolejne szczątki żuchwy przypisali do tego rodzaju Halstead i Middleton w 1976 roku, a w 1980 Éric Buffetaut opisał pierwsze skamieniałości czaszki. W 2002 roku Christopher Brochu i współpracownicy opisali puszkę mózgową, którą wstępnie przypisali do Rhabdognathus. Ze względu na fragmentaryczność holotypu zaliczenie innych szczątków czaszki do rodzaju Rhabdognathus nie mogło być całkowicie pewne. W 2007 roku Stéphane Jouve przeanalizował wszystkie znane skamieniałości należące do Rhabdognathus i opisany przez Swintona R. rarus uznał za nomen dubium, jednak utrzymał go jako gatunek typowy, stwierdzając, że – mimo iż niediagnostyczny na poziomie gatunkowym – pozwala na odróżnienie Rhabdognathus od innych rodzajów. Jouve nazwał także dwa nowe gatunki – R. aslerensis i R. keiniensis – a kolejny, R. compressus, został przeniesiony do rodzaju Congosaurus w oparciu o budowę zębodołów, sugerującą, że jest on bliżej spokrewniony z C. bequaerti.
Rhabdognathus miał długi pysk, stanowiący około 73% długości całej czaszki. Według Jouve'a, Bouyi i Amaghzaza (2005) długość ciała dorosłego osobnika R. rarus wynosiła 4,5–5 m, a według Hastingsa i współpracowników (2010) R. keiniensis dorastał do 4,72–5,44 m. Większość analiz filogenetycznych sugeruje, że Rhabdognathus był zaawansowanym przedstawicielem Dyrosauridae. Przez długi czas wszystkie znane skamieniałości krokodylomorfów należących do tego rodzaju znane były z paleocenu – skały, z których pochodzi puszka mózgowa opisana przez Brochu i współpracowników, oceniono na mastrycht lub paleocen, jednak hipoteza o ich paleoceńskim pochodzeniu została uznana za bardziej prawdopodobną. Dwie czaszki odkryte w Mali wydobyto jednak z osadów jednoznacznie datowanych na mastrycht, co dowodzi, że R. aslerensis i R. keiniensis oddzieliły się od siebie oraz od Hyposaurus jeszcze w mezozoiku.